# Motril Club de Fútbol
El Motril Club de Fútbol fue un club de fútbol de España, de la ciudad de Motril (Granada) España. Fue fundado en 1984 y desapareció por problemas económicos en agosto de 2012. Actualmente, la ciudad de Motril tiene como equipo representativo al Club de Fútbol Motril.

## Historia del club
El Motril Club de Fútbol fue fundado en 1984. Fue el sucesor del ya desaparecido Club Deportivo Motril. En la temporada 2001-02 quedó primero en el Grupo IV de la Segunda División B, disputando sin éxito la promoción de ascenso a Segunda División. En 1997 quedó campeón de Tercera y ascendió a la Segunda División B. Ha participado en dos ocasiones en la Copa del Rey de Fútbol, en 1997 y en 2002. En 1997 el  Motril Club de Fútbol en 1.ª ronda cayó en la Copa del Rey ante Lorca Club de Fútbol y el global de la eliminatoria fue de 0-2 favorable al equipo de Lorca. En 2002 volvió a caer en 1.ª ronda de dicha competición ante Club Deportivo Badajoz, el global fue de 1-1 y se tuvo que decidir en los penaltis, el equipo de Badajoz se llevó el encuentro en la tanda por 3-4 dejando a los motrileños fuera de la competición.
Estuvo seis temporadas en la categoría de bronce. El gran hito fue el campeonato de Segunda División B ganado por el club en 2001-02. Pero cayó en la fase de ascenso contra el  Getafe Club de Fútbol por el global de 0-1.
Desapareció finalmente en agosto de 2012 por las múltiples deudas económicas que acumulaba el club.

## Trayectoria del club
| Temporada | División | Puesto  | Copa del Rey  |
| --------- | -------- | ------- | ------------- |
| 1984/85   | 1.ºR.    | 5.º     |               |
| 1985/86   | Rg.      | 4.º     |               |
| 1986/87   | Rg.      | 3.º     |               |
| 1987/88   | Rg.      | 1.º     |               |
| 1988/89   | 3.ª      | 7.º     |               |
| 1989/90   | 3.ª      | 9.º     |               |
| 1990/91   | 3.ª      | 5.º     |               |
| 1991/92   | 3.ª      | 8.º     |               |
| 1992/93   | 3.ª      | 19.º    |               |
| 1993/94   | Rg.      | 3.º     |               |
| 1994/95   | Rg.      | 1.º     |               |
| 1995/96   | 3.ª      | 4.º     |               |
| 1996/97   | 3.ª      | 1 °Cmp. |               |
| 1997/98   | 2.ªB     | 16.º    | 1/64 de final |

| Temporada | División | Puesto  | Copa del Rey  |
| --------- | -------- | ------- | ------------- |
| 1998/99   | 2.ªB     | 10.º    |               |
| 1999/2000 | 2.ªB     | 10.º    |               |
| 2000/01   | 2.ªB     | 15.º    |               |
| 2001/02   | 2.ªB     | 1 °Cmp. |               |
| 2002/03   | 2.ªB     | 20.º    | 1/32 de final |
| 2003/04   | 3.ª      | 2.º     |               |
| 2004/05   | 3.ª      | 8.º     |               |
| 2005/06   | 3.ª      | 3.º     |               |
| 2006/07   | 3.ª      | 4.º     |               |
| 2007/08   | 3.ª      | 9.º     |               |
| 2008/09   | 3.ª      | 3.º     |               |
| 2009/10   | 3.ª      | 2.º     |               |
| 2010/11   | 3.ª      | 8.º     |               |
| 2011/12   | 3.ª      | 15.º    |               |

## Uniforme
- Uniforme titular: Camiseta a rayas verticales azules y blancas, pantalón azul, medias azules.
- Uniforme alternativo: Camiseta roja, pantalón rojo, medias rojas.
- Uniforme Tercero: Camiseta Negra, pantalón Blanco, medias Blancas.

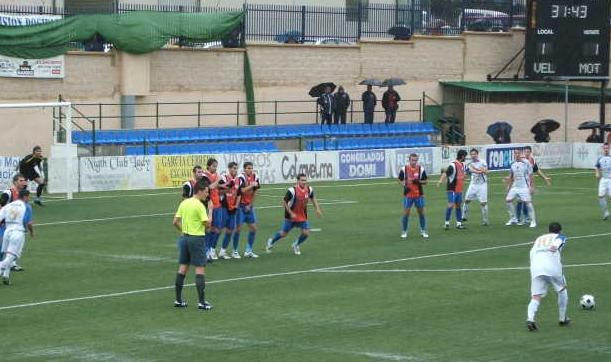
Equipación suplente en 2008.

## Evolución del Uniforme titular
| 1984 - 1996 | 1996 - 1997 | Archivo:Kit left arm Motril 1997.png Archivo:Kit body Motril 1997.png Archivo:Kit right arm Motril 1997.png Archivo:Kit shorts Motril CF 1997-1998.png 1997 - 1998 | Archivo:Kit left arm Motril CF 1997-1998.png Archivo:Kit body Motril CF 1997-1998.png Archivo:Kit right arm Motril CF 1997-1998.png Archivo:Kit shorts Motril CF 1997-1998.png 1998 - 1999 | 1999 - 2000 | Archivo:Kit body Motril CF 2000.png 2000 - 2001 | Archivo:Kit body Motril 2001-2002.png 2001 - 2002 |

| Archivo:Kit body Motril 2003.png 2002 - 2003 | Archivo:Kit left arm Motril2003-2004.png Archivo:Kit body Motril2003-2004.png Archivo:Kit right arm Motril2003-2004.png 2003 - 2004 | Archivo:Kit left arm girona2005.png Archivo:Kit body girona2005.png Archivo:Kit right arm girona2005.png Archivo:Kit shorts girona2005.png 2004 - 2005 | Archivo:Kit body Motril 2007.png Archivo:Kit shorts Motril 2007.png 2007 - 2008 | 2008-2009 | Archivo:Kit body Motril 2011.png 2009 - 2010 | Archivo:Kit body Motril 20055.png 2010 - 2011 |

## Evolución del uniforme Alternativo
| 1984 - 2007 | 2007 - 2008 | 2008 - 2009 | 2009 - 2010 |

## Evolución del tercer uniforme
| 1984 - 2007 | 2008 - 2011 | 2008 - 2011 |

## Estadio
El estadio tiene una capacidad para 4500 espectadores y recibe el nombre de Escribano Castilla en honor de un alcalde de la ciudad. En los años 1990 pasó a llamarse Estadio Municipal de Motril, aunque finalmente el consistorio decidió que volviera a tener su nombre anterior.
Fue remodelado con motivo de un ascenso del Motril CF a la Segunda División B. La inauguración tras las obras se realizó con un encuentro amistoso frente al Real Madrid.

## Datos del club
- Temporadas en Primera División: 0.
- Temporadas en Segunda División: 0.
- Temporadas en Segunda División B: 6.
- Temporadas en Tercera División: 16.
- Temporadas en Preferente de Andalucía: 5.
- Temporadas en Primera Provincial Andalucía:1.
- Mejor puesto en Segunda División B: 1.º.
- Mejor puesto en Tercera División: 1.º.
- Mejor puesto en Preferente de Andalucía: 1.º.

## Trayectoria histórica
- 1984-1985  5.º clasificado de 1.ºRegional,.
- 1985-1986  4.º clasificado de Reg.Preferente,.
- 1986-1987  3.º clasificado de Reg.Preferente,.
- 1987-1988  1.º clasificado de Reg.Preferente,.
- 1988-1989  7.º clasificado de Tercera División, Grupo IX .
- 1989-1990  9.º clasificado de Tercera División, Grupo IX .
- 1990-1991  5.º clasificado de Tercera División, Grupo IX .
- 1991-1992  8.º clasificado de Tercera División, Grupo IX .
- 1992-1993  19.º clasificado de Tercera División, Grupo IX .
- 1993-1994  3.º clasificado de Reg.Preferente,.
- 1994-1995  1.º clasificado de Reg.Preferente,.
- 1995-1996  4.º clasificado de Tercera División, Grupo IX.(juega fase de ascenso a segunda B).
- 1996-1997  1.º clasificado de Tercera División, Grupo IX.(juega fase de ascenso a segunda B).
- 1997-1998  16.º clasificado de Segunda División B, Grupo IV .(juega fase de permanencia).
- 1998-1999  10.º clasificado de Segunda División B, Grupo IV .
- 1999-2000  10.º clasificado de Segunda División B, Grupo IV .
- 2000-2001  15.º clasificado de Segunda División B, Grupo IV .
- 2001-2002  1.º clasificado de Segunda División B, Grupo IV .(juega fase de ascenso a segunda división)
- 2002-2003  20.º clasificado de Segunda División B, Grupo IV .
- 2003-2004  2.º clasificado de Tercera División, Grupo IX .(juega fase de ascenso a segunda B).
- 2004-2005  8.º clasificado de Tercera División, Grupo IX .
- 2005-2006  3.º clasificado de Tercera División, Grupo IX .(juega fase de ascenso a segunda B).
- 2006-2007  4.º clasificado de Tercera División, Grupo IX .(juega fase de ascenso a segunda B).
- 2007-2008  9.º clasificado de Tercera División, Grupo IX .
- 2008-2009  3.º clasificado de Tercera División, Grupo IX .(juega fase de ascenso a segunda B).
- 2009-2010  2.º clasificado de Tercera División, Grupo IX .(juega fase de ascenso a segunda B).
- 2010-2011  8.º clasificado de Tercera División, Grupo IX .

- 2011-2012  15.º clasificado de Tercera División, Grupo IX .

## Cantera
El equipo Motrileño cuenta con dos equipos juveniles (preferente juvenil y primera provincial), tres equipos cadetes, además de equipos infantiles, alevines y benjamines.

## Palmarés

### Torneos Nacionales
.Segunda División B de España:1 (2001/02)
.Tercera División de España:1 (1996/97)

### Torneos Regionales
.Regional Preferente de Andalucía:2.(1987/88),(1994/95)

### Torneos amistosos importantes
Trofeo Ciudad de Motril:18 (1974, 1975, 1976, 1980, 1983, 1986, 1987, 1989, 1990, 1994, 1998, 1999, 2000, 2002, 2004, 2006, 2015 y 2019)
Trofeo Caña de Azúcar Ciudad de Motril.